# 罗浮苹婆
罗浮苹婆（学名：Sterculia subnobilis）是梧桐科苹婆属的植物，是中国的特有植物。分布于中国大陆的广东、广西等地，生长于海拔1,025米的地区，一般生长在山坡上，目前尚未由人工引种栽培。